# Фондовая биржа ПФТС
АО Фондовая биржа ПФТС (укр. Фондова біржа ПФТС) — биржа ценных бумаг Украины. 
64 члена[прояснить] — профессиональных участника рынка ценных бумаг (на начало 2019 года). 
Общий объём торгов ПФТС в 2018 году составил — 114 млрд грн. 
Торги идут в электронной форме, в рабочие дни, с 9:30 до 17:15 по киевскому времени (GMT + 2). По результатам торгов рассчитывается и публикуется индекс ПФТС.
ПФТС является организатором торговли ценными бумагами на основании лицензии, выданной Национальной комиссией по ценным бумагам и фондовому рынку Украины (НКЦБФР).
По состоянию на 1 января 2019 года: на бирже ПФТС обращалось 507 выпусков ценных бумаг: государственные облигации, акции, корпоративные облигации, инвестиционные сертификаты.

## История названий
Первоначально была Ассоциация профессиональных участников фондового рынка Украины «Внебиржевая Фондовая Торговая Система» (укр. Позабіржова Фондова Торговельна Система, ПФТС), образовавшаяся в конце 1995 года. В сентябре 1998 года было принято нынешнее название Ассоциации — «Первая фондовая торговая система» (укр. Перша Фондова Торговельна Система) без смены украинской аббревиатуры ПФТС.
Большинство украинцев слово торговая перевели бы как укр. торгіве́льна, а не укр. торгове́льна. Однако правильный вариант — укр. торгове́льна.
«Фондовая биржа ПФТС» являлась дочерним предприятием Ассоциации ПФТС — одной из крупнейших саморегулируемых организаций профессиональных участников рынка ценных бумаг Украины. В апреле 2008 года принято решение о преобразовании дочернего предприятия в открытое акционерное общество «Фондовая биржа ПФТС».

## История ПФТС

### 1995 год
- октябрь — первая встреча инициативной группы по созданию Ассоциации торговцев ценными бумагами и торговой электронной сети «Внебиржевая Фондовая Торговая Система».

### 1996 год
- июль — первые торги на ПФТС.
- на конец 1996 г членство в Ассоциации «ПФТС» приобрели 64 компании и банка.

### 1997 год
- февраль — Приняты «Правила составления рейтингов эмитентов и торговцев ценными бумагами в ПФТС».
- июнь — ДП «Технический центр „ПФТС“» получил от Государственной комиссии по ценным бумагам и фондовому рынку Украины Лицензию торгово-информационной системы № 1.
- июль — Первый эмитент подает заявку на внесение его акций в листинг ПФТС.
- сентябрь — в листинге 1 уровня ПФТС включены первые шесть эмитентов.
- октябрь — начат ежедневный расчёт индекса ПФТС на основе средневзвешенной цены простых акций предприятий, которые имеют наибольшие показатели ликвидности. Индекс ПФТС — единственный украинский фондовый индекс, который признают международные финансовые организации.
- октябрь — Ассоциация «ПФТС» получает статус «Саморегулируемой организации».
- декабрь — Фонд Государственного имущества Украины впервые продал через ПФТС государственный пакет акций.
- на конец 1997 г объёмы торгов ПФТС составили 354,91 млн грн., индекс ПФТС составлял 79,74 пунктов. Ассоциация «ПФТС» насчитывала 193 компании и банка.

### 1998 год
- февраль — в ПФТС введен институт маркет-мейкеров. Маркет-мейкер: участник торгов, который имеет особый статус соответственно «Торговым правилам ПФТС».
- сентябрь — Утверждено новое название Ассоциации — «Первая Фондовая Торговая Система».
- на конец 1998 г объёмы торгов ПФТС составили 338,54 млн грн., индекс ПФТС составлял 21,56 пунктов. Ассоциация «ПФТС» насчитывала 294 компании и банка.

### 2000 год
- май — впервые в торговой системе ПФТС проводится первичное размещение эмиссии акций.
- на конец 2000 г объёмы торгов ПФТС составили 1,463 млрд грн., индекс ПФТС составлял 55,53 пунктов. Ассоциация «ПФТС» насчитывала 197 компаний и банков.

### 2001 год
- на конец 2001 г объёмы торгов ПФТС составили 6,29 млрд грн., индекс ПФТС составлял 42,65 пунктов.

### 2002 год
- Ноябрь — в листинг ПФТС включены акции ОАО «Укртелеком» — наибольшего украинского национального телекоммуникационного оператора. По итогам 2002 года «Укртелеком» занял первое место в Списке двадцати наибольших по капитализации эмитентов, ценные бумаги которых оборачиваются на ПФТС.

### 2004 год
- Январь — изменились правила расчёта индекса ПФТС. Теперь используется средневзвешенная цена по сделкам, заключенным на протяжении торговой сессии, и не учитываются пакеты акций, которые находятся в государственной собственности. Индекс стал отображать динамику цен акций предприятий «индексной корзины», которые находятся в свободном обращении на рынке. Повысилось влияние на индекс ценных бумаг предприятий, приватизация которых завершена.
- Март — ПФТС начала торговлю государственными облигациями, эмитированными для погашения долга государства по возмещению налога на добавленную стоимость. Появление на рынке НДС-облигаций стало основным событием долгового рынка Украины в 2004 году.
- Апрель — повышены требования к акциям в листинге ПФТС: рыночная капитализация акций не должна быть меньшей 200 млн грн., 10 млн грн. и 0,5 млн грн. для листинга первого, второго и третьего уровней соответственно.
- на конец 2004 г численность членов ПФТС составила 149 инвестиционных компаний и банков.

### 2005 год
- Июль — создано ОАО «Фондовая биржа ПФТС».
- Август — при расчёте индекса ПФТС учитываются лишь те акции, которые находятся в свободном обращении на фондовом рынке (не учитываются акции, которые находятся в собственности государства, эмитента, стратегических инвесторов, менеджмента и трудового коллектива, а также в перекрестном владении).
- Август — повышены требования к листингу ценных бумаг на ПФТС: размер горизонтального спреда, минимальный и максимальный лоты, минимальный среднемесячный объём сделок, количество заключенных сделок и др.
- Октябрь — ПФТС стала первым организатором торговли на фондовом рынке Украины, который установил корреспонденсткие отношения со Всемирной федерацией бирж.
- на конец 2005 г численность членов ПФТС составила 187 инвестиционных компаний и банков.

### 2006 год
- Июнь — решением общего собрания ПФТС, ДП «Технический центр ПФТС» переименовано в ДП «Фондовая биржа ПФТС».
- Июль — для повышения ликвидности рынка установлены требования к размеру вертикального спреда, в рамках которого допустимо заключать сделки, установлены размеры максимальных и минимальных лотов.
- Август — «индексная корзина» индекса ПФТС расширена за счёт ОАО «Полтавский ГОК» и ОАО «Сумское машиностроительное НПО им. Фрунзе».
- Август — подписан договор о трансляции торгов ПФТС на терминалах Bloomberg.
- на конец 2006 г. объёмы торгов ПФТС составили 27,62 млрд грн., индекс ПФТС составлял 498,86 пунктов, численность членов ПФТС составила 214 инвестиционных компаний и банков.

### 2007 год
- Январь — Фондовая биржа ПФТС стала членом Международной ассоциации бирж СНГ.
- Август — индекс ПФТС достиг отметки 1000.

### 2008 год
- Февраль — индекс ПФТС расширил свою «индексную корзину» предприятиями ОАО «Авдеевский коксохимический завод» и ОАО «Енакиевский металлургический завод».[8]
- Апрель — на общем собрании членов Ассоциации ПФТС принято решение о реорганизации в третьем квартале 2008 года дочернего предприятия «Фондовая биржа ПФТС» в открытое акционерное общество «Фондовая биржа ПФТС». 100 % акций принадлежит Ассоциации ПФТС.[7]
- Май — индексный комитет ПФТС временно исключил акций ОАО «Интерпайп Нижнеднепровский трубный завод» из состава «индексной корзины» индекса ПФТС. Данное решение комитета действует до момента регистрации дополнительного выпуска акций предприятия Государственной комиссией по ценным бумагам и фондовому рынку Украины.[9]
- Декабрь — индекс ПФТС упал до 300 пунктов

### 2009 год
- Апрель — состоялся официальный запуск новой торговой системы PFTS NEXT. Торговая система реализована в рамках проекта «MICEX-NASDAQ OMX-PFTS Ukrainian Project»: серверная часть торговой системы реализована на технологиях NASDAQ OMX, клиентская часть — с использованием решений группы ММВБ.
- Июнь — на фондовой бирже ПФТС заключены первые сделки с еврооблигациями с использованием новой торговой системы PFTS NEXT. Сумма сделок составила 1 590 281 грн.
- Август — расширен список информационно-аналитических продуктов Thomson Reuters, которые содержат торговую информацию ПФТС.
- Сентябрь — в торговой системе PFTS NEXT проведена первая биржевая операция РЕПО с государственными ценными бумагами на сумму 10 млн грн.
- Октябрь — в состав Индекса ПФТС включены акции Ясиновского коксохимического завода. В свою очередь из состава Индекса исключены акции Мариупольского меткомбината им. Ильича.
- Ноябрь — Совет Ассоциации ПФТС принял решение о проведении внеочередного собрания участников Ассоциации, для рассмотрения вопроса о привлечении на биржу стратегического инвестора.
- Декабрь — Общее собрание участников Ассоциации ПФТС приняло решение об увеличении уставного капитала ОАО «Фондовая биржа ПФТС» и реализации акций дополнительной эмиссии Московской межбанковской валютной бирже (ММВБ; с 2011 года — Московская биржа) как стратегическому инвестору.
- За 2009 год Индекс ПФТС вырос на 90 %, до уровня 572 базисных пунктов.

### 2010 год
- Январь — Государственная комиссия по ценным бумагам и фондовому рынку Украины зарегистрировала дополнительную эмиссию акций ОАО «Фондовая биржа ПФТС».
- Май — завершена процедура выкупа 1601 акции дополнительной эмиссии номинальной стоимостью 16,01 млн грн. Её результатом стало привлечение ММВБ в качестве стратегического инвестора и $10 млн (около 80 млн грн.) в уставный капитал ОАО «Фондовая биржа ПФТС».
- Июль — состоялось общее собрание акционеров биржи ПФТС, в ходе которого был избран новый состав Наблюдательного совета биржи. Для приведения в соответствие с требованием закона «Об акционерных обществах», организационно-правовая форма собственности биржи была изменена с Открытого Акционерного Общества на Частное Акционерное Общество.
- Август — Члены Наблюдательного совета биржи ПФТС поддержали Александра Склярова на должность Председателя Правления биржи. В состав Правления также вошли Игорь Селецкий и Богдан Лупий.
- За 2010 год Индекс ПФТС вырос на более чем 70 %, до отметки 975 базисных пунктов.

### 2011 год
- Январь — на базе технического обеспечения ПФТС вводит в эксплуатацию новую версию шлюза PFTS Bridge — программного интерфейса для подключения внешних систем к торговой системе PFTS NEXT.
- Февраль — биржа проводит конференцию «Налогообложение частных инвесторов по итогам 2010 года — алгоритм перехода к новым правилам».
- Март — на фондовой бирже ПФТС начались торги с использованием ООО «Биржевой центральный контрагент». Центральный контрагент выполняет функцию посредника при заключении сделок на рынке заявок, обеспечивая анонимность сторон сделки, а также уход от запрета на заключение сделок между клиентами одного брокера.
- Апрель — Общее собрание акционеров биржи ПФТС приняло решение сменить организационно-правовую форму собственности с Частного Акционерного Общества на Публичное Акционерное Общество.
- Май — принято решение о продлении торговой сессии на фондовой бирже ПФТС с 17.00 до 17.45.
- Август — биржа ПФТС упростила процесс регистрации клиентов и присвоения им идентификатора расчетов для участия в торгах. Непосредственно, была сокращена форма индивидуального заявления на регистрацию счетов, по которым будут осуществляться операции.
- За 2011 год Индекс ПФТС упал на 45 % до уровня 534 базисных пунктов.

### 2012 год
- Март — в торговой системе PFTS NEXT были заключены сделки с ОВГЗ с предварительной блокировкой активов. Одним из первых участников этих операций был Национальный банк Украины.
- Май — вступили в силу изменения в «Положение о депозитарной деятельности» НБУ.
- Июль — завершена процедура деноминации акций биржи ПФТС (с 10 тыс. грн до 1 тыс. грн.) Количество акций увеличилось пропорционально — в 10 раз.
- Август — состоялось заседание Наблюдательного совета биржи, по результатам которого Игорь Селецкий был назначен в. и. о. Председателя Правления.
- Август — впервые на Украине на ПФТС прошли торги государственными ценными бумагами на условиях гарантированных расчетов с использованием неттинга и центрального контрагента. Объём операций в первый день составил 9,1 млн грн.
- Октябрь — на бирже ПФТС внедряется институт маркет-мейкерства на рынке ОВГЗ. Первым маркет-мейкером стал «Эрсте Банк».
- За 2012 год Индекс ПФТС упал на 39 %, до отметки 328 базисных пунктов.

### 2013 год
- Февраль — Наблюдательный совет ПФТС единогласно поддержал кандидатуру Игоря Селецкого на должность Председателя Правления биржи.
- Август — Наблюдательный совет биржи утвердил новую редакцию Правил ПАО «Фондовая биржа ПФТС» и Правил расчёта Индекса ПФТС.
- Октябрь — участники биржи ПФТС получили возможность совершать сделки на рынке котировок на условиях гарантированных расчётов.
- Ноябрь — список инструментов ПФТС расширен депозитными сертификатами Национального банка Украины.
- Декабрь — Наблюдательный совет ПФТС внёс изменения в Правила торгов биржи, закрепив возможность торговли в секции срочного рынка.
- За 2013 год Индекс ПФТС сократился на 8 %, до 300 базисных пунктов.

### 2014 год
- Февраль — Национальная комиссия по ценным бумагам и фондовому рынку зарегистрировала образцовые формы фьючерсного контракта на Индекс ПФТС и опциона на фьючерсный контракт на Индекс ПФТС.
- Май — Председатель Правления биржи ПФТС Игорь Селецкий и Председатель Совета общественной организации «ЭйСиАй-Украина» Павел Козак подписали меморандум о взаимопонимании и сотрудничестве между двумя организациями.
- Август — на бирже ПФТС проведены первые, с момента реализации депозитарной реформы, сделки в секции односторонних аукционов на вторичном рынке.
- Декабрь — фондовая биржа ПФТС первой на Украине получила согласие Национального банка Украины на запуск валютного фьючерса.
- Декабрь — ПФТС стала победителем конкурса по определению фондовых бирж, на которых может осуществляться публичное размещение облигаций международных финансовых организаций.
- За 2014 год Индекс ПФТС вырос на 30 % до уровня 386 базисных пунктов.

### 2015 год
- Январь – Национальная комиссия по ценным бумагам и фондовому рынку зарегистрировала изменения в Правила ПАО «Фондовая биржа ПФТС», которые позволили бирже ввести торги деривативами.
- Март – правление ПАО «Фондовая биржа ПФТС» утвердило изменения в Генеральное торговое соглашение ПФТС, благодаря которым участники биржевых торгов получили возможность вносить изменения или расторгать контракты непосредственно в торговой системе.
- Апрель – общее собрание акционеров ПАО «Фондовая биржа ПФТС» переизбрало членов наблюдательного совета биржи. Председателем совета был избран Алексей Тарасенко.
- Июнь – ПАО «Фондовая биржа ПФТС» приняла участие в общем собрании ОО «ЭйСиАй-Украина» в качестве информационного партнёра. Участниками мероприятия стали около 100 представителей банков, компаний, ассоциаций и государственных органов.
- Июль – Национальный банк Украины расширил количество организаторов торгов ценными бумагами, которым НБУ может отправлять заявки. Таким образом, ПАО «Фондовая биржа ПФТС» присоединилась к заключению соглашений Национальным банком Украины.
- Август – в рамках проведения работы по выявлению ценных бумаг, не соответствующих высоким корпоративным требованиям ПАО «Фондовая биржа ПФТС» остановила обращение более 150 выпусков ценных бумаг, суммарная капитализация которых превышает 50 млрд грн.
- Ноябрь – участники ПАО «Фондовая биржа ПФТС» получили возможность проводить операции в интересах эмитента ценных бумаг по принципу DVP.
- Декабрь – в биржевой список ПАО «Фондовая биржа ПФТС» включены государственные деривативы (VRIUA).
- За 2015 год значение индекса ПФТС уменьшилось на 37,8%, до уровня 240,7 базисных пунктов.

### 2016 год
- январь - Экспертно-апелляционный совет по вопросам лицензирования при Государственной регуляторной службе Украины отменил решение Национальной комиссии по ценным бумагам и фондовому рынку об аннулировании лицензии бирже. Вскоре собственное решение отменила и сама НКЦБФР.
- февраль - Московская биржа полностью вышла из акционерного капитала ПАО «Фондовая биржа ПФТС».
- апрель - общее собрание акционеров ПАО «Фондовая биржа ПФТС» избрали новый состав Наблюдательного совета биржи. Возглавил Наблюдательный совет Олег Мозговой.
- май - ПАО «Фондовая биржа ПФТС» избран в качестве организатора торгов для проведения публичных размещений облигаций международных организаций (МФО).
- за 2016 значение индекса ПФТС вырос на 10,15%, до уровня 265,15 базисных пунктов.

### 2017 год
- март - с целью углубления сотрудничества с профессиональными объединениями рынков капитала Украины, ПАО «Фондовая биржа ПФТС» подписала меморандум о взаимопонимании и сотрудничестве с Общественной организацией «Украинские эмитенты».
- март - в рамках сотрудничества с ПАО «Расчетный центр по обслуживанию договоров на финансовых рынках» для участников ПАО «Фондовая биржа ПФТС» была внедрена новая услуга - клиенты участников клиринга (юридические лица) получили возможность напрямую открывать в «Расчетном центре» текущие/корреспондентские счета для проведения биржевых операций с ценными бумагами. Новая услуга позволила сократить движение денежных средств для клиента участника клиринга и избежать необходимости открывать лимит на участника клиринга.
- август - в рамках приватизации на ПАО «Фондовая биржа ПФТС» были реализованы блокирующие пакеты акций ПАО «ДТЭК Днепрооблэнерго», ПАО «Днепрэнерго», ПАО «ДТЭК Западэнерго» и ПАО «Киевэнерго». По результатам аукциона в государственный бюджет было перечислено свыше 2 808 млн. Грн.
- октябрь - на ПАО «Фондовая биржа ПФТС» состоялся первый аукцион по технологии снижения цены (так называемый «голландский аукцион»).
- за 2017 значение Индекса ПФТС выросло на 18,82 %, до уровня 315,05 пунктов.

### 2018 год
- февраль - заключены первые сделки с облигациями ОАО "Укрпочта".
- июнь - на ПФТС состоялось успешное размещение облигаций Львовского городского Совета на общую сумму 440 млн грн.
- август - информационное агентство Cbonds начало публикацию котировок облигаций внутреннего государственного займа Украины биржи ПФТС в режиме реального времени.
- сентябрь - на ПФТС состоялось успешное размещение облигаций Ивано-Франковского городского совета на сумму 300 млн грн.
- октябрь - наименование биржи изменено на Акционерное общество "Фондовая биржа ПФТС".
- по 2018 значение индекса ПФТС вырос на 75 % (до 552 пунктов). Таким образом Индекс ПФТС занял первое место среди других организаторов торгов мира, свидетельствуют результаты исследования CNBC.

В 2020 году  99,5% всех операций с ценными бумагами проводились всего на двух площадках: «Фондовая биржа «ПФТС», и ФБ «Перспектива».